# 福島県立大野病院
福島県立大野病院（ふくしまけんりつおおのびょういん）は福島県双葉郡大熊町にある医療機関。1951年（昭和26年）開設。2011年（平成23年）3月の東日本大震災後から休診しており、福島県では後継医療機関の設置を検討している。

## 概要
大野病院は1951年（昭和26年）12月に開設された（設置時の診療科目は内科、外科、産婦人科の3つで病床数30床）。病院の設置は福島県立病院事業の設置等に関する条例（昭和41年12月22日条例第77号）や福島県病院局組織規程（平成16年3月26日福島県病院局管理規程第1号）などに規定されている。
1972年（昭和47年）6月に病院庁舎を改築移転。さらに2002年（平成14年）10月に新病院が竣工し（鉄骨・鉄骨鉄筋コンクリート4階建、手術棟は鉄筋コンクリート3階建）、2003年（平成15年）1月に診療を開始した。

### 東日本大震災による休診
2011年（平成23年）3月11日に発生した東日本大震災及び東京電力福島第一原子力発電所事故により休診となった。
震災前の2010年（平成22年）7月5日、福島県と福島県厚生農業協同組合連合会（JA福島厚生連）は、本病院と双葉厚生病院を統合することで合意しており、2011年4月にJA福島厚生連が本病院の運営を継承する予定であったが、福島第一原子力発電所事故により延期されている。
2016年（平成28年）2月1日、双葉郡楢葉町に福島県立大野病院附属ふたば復興診療所（愛称：ふたばリカーレ）を開所した。
2020年（令和2年）3月5日には、大野病院敷地を含む大熊町の一部地域の避難指示が解除され、敷地内への立ち入りが可能となった。
2020年及び2021年に福島県病院局が行った現地調査では、建物の耐震性には問題ないが、電気系統や機械設備、配管などが使用困難な可能性が高いことが判明した。

### 後継医療機関設置の検討
2022年（令和4年）5月27日、福島県は県議会政調会で後継医療機関の在り方を話し合う検討会議を設置する方針を示した。

## 診療科
- 内科
- 呼吸器科
- 外科
- 整形外科
- 眼科
- 泌尿器科
- 小児科
- 産婦人科

## 医療機関の指定等
- 保険医療機関
- 救急告示医療機関
- 労災保険指定医療機関
- 指定自立支援医療機関（更生医療・育成医療）
- 身体障害者福祉法指定医の配置されている医療機関
- 生活保護法指定医療機関
- 結核指定医療機関
- 指定養育医療機関
- 戦傷病者特別援護法指定医療機関
- 指定療育機関
- 原子爆弾被害者一般疾病医療取扱医療機関
- 第二種感染症指定医療機関
- 特定疾患治療研究事業委託医療機関

## 福島県立大野病院附属ふたば復興診療所
- 所在地：福島県双葉郡楢葉町大字北田字中満289-1
- 診療科：内科・整形外科

#### 広報資料・プレスリリースなど一次資料
1. ↑  福島県立大野病院と双葉厚生病院の統合に関する基本協定の締結
2. ↑  第二次福島県県立病院改革プラン《概要版》
3. ↑  ふたば復興診療所（愛称：ふたばリカーレ）　オープン！！